# Taz (wrestler)
Peter Senerchia, noto anche con lo pseudonimo di The Taz (New York, 11 ottobre 1967), è un ex wrestler e commentatore televisivo statunitense, sotto contratto con la All Elite Wrestling.
Noto soprattutto per essere stato una delle stelle della Extreme Championship Wrestling, Tazz vinse diversi titoli nel corso della sua permanenza nella federazione, tra cui l'ECW World Heavyweight Championship, l'ECW World Television Championship e l'ECW Tag Team Championship. Si deve inoltre a Tazz l'introduzione nella ECW dell'FTW Championship.
Nel 2000 passò alla World Wrestling Federation/Entertainment. Lasciò il ring nel 2002 a seguito di numerosi infortuni e iniziò la carriera di commentatore di SmackDown! e del roster ECW, fino al 2009 a seguito della scadenza del contratto. Poco dopo firmò un contratto con la Total Nonstop Action Wrestling, dove svolse lo stesso ruolo fino al 15 aprile 2015. Dal 2019 svolge il ruolo di telecronista e manager nella All Elite Wrestling, al fianco di Jim Ross e Excalibur.

## Personaggio
Il personaggio di Tazz non è mai stato molto rassicurante, almeno come immagine, nonostante impersonasse un face: la sua entrata era infatti accompagnata da una musica che negli anni cambiò, ma venne sempre preceduta dal suono di un elettrocardiogramma, e mentre si avvicinava al ring, teneva la testa coperta da un panno nero, che si toglieva solo una volta entrato nel quadrato.
A Tazz è associato il numero 13; i motivi di questo vanno ricercati nel suo periodo di passaggio dalla militanza in ECW a quella in WWE. Nelle settimane precedenti la Royal Rumble 2000, venne mostrato un promo raffigurante il tatuaggio sul braccio di qualcuno, il quale rappresentava un "13". Kurt Angle annunciò allora che avrebbe sfidato chiunque si fosse celato dietro quel numero; Tazz fece il suo debutto e lo sconfisse grazie alla sua Taz-Mission.

### Mosse finali
- Taz-Mission / Katahajime (ECW) / Tazz-Mission (WWF/E) (Half Nelson Choke con Bodyscissors)
- Taz-Mission Plex (ECW) / Tazz-Mission Plex (WWF/E) (Half Nelson Choke Suplex)

### Soprannomi
- "The Human Suplex Machine"[2]
- "The Human Wrecking Machine"
- "The Most Miserable Man on the Planet"
- "The Most Miserable Son of a Bitch on the Planet"
- "The One-Man Crime Spree"

## Wrestler allenati
- Chris Chetti
- Christopher Nowinski
- Crash Holly
- Curly Moe
- Danny Doring
- Greg Matthews
- Hook
- John Curse
- Jonah
- Josh Mathews
- Kenny King
- Killer Kumpf
- Maven
- Nidia
- Paul Lauria
- Roadkill
- Spike Dudley
- Taylor Matheny
- Tom Marquez

## Titoli e riconoscimenti
- Extreme Championship Wrestling
  - ECW World Heavyweight Championship (2)
  - ECW World Television Championship (2)
  - ECW FTW Heavyweight Championship (2)
  - ECW World Tag Team Championship (3) – 2 con Kevin Sulliman e 1 con Sabu)
  - Quarto ECW Triple Crown Champion
- World Wrestling Federation
  - WWF Hardcore Championship (3)
  - WWF World Tag Team Championship (1) – con Spike Dudley
- Century Wrestling Alliance
  - CWA Light Heavyweight Championship (1)
- International World Class Championship Wrestling
  - IWCCW Light Heavyweight Championship (1)
- Pro Wrestling Illustrated
  - 10º tra i 500 migliori wrestler singoli nella PWI 500 (1999)
  - 147º tra i 500 migliori wrestler singoli nella PWI Years (2003)